# Mélisey
Mélisey é uma comuna francesa na região administrativa de Borgonha-Franco-Condado, no departamento de Yonne. Estende-se por uma área de 21,94 km². Em 2010 a comuna tinha 248 habitantes (densidade: 11,3 hab./km²).